# 1,1,2-三苯丙烯
1,1,2-三苯丙烯（也称为甲基三苯乙稀，methyltriphenylethylene）是一种有机化合物，化学式为C21H18，属于三苯乙烯衍生的非甾体雌激素，从未上市。